# Samazan
Samazan – miejscowość i gmina we Francji, w regionie Nowa Akwitania, w departamencie Lot i Garonna.
Według danych na rok 1990 gminę zamieszkiwały 732 osoby, a gęstość zaludnienia wynosiła 42 osób/km² (wśród 2290 gmin Akwitanii Samazan plasuje się na 558. miejscu pod względem liczby ludności, natomiast pod względem powierzchni na miejscu 636.).